# Eranthemum sumatranum
Eranthemum sumatranum är en akantusväxtart som beskrevs av Cornelis Eliza Bertus Bremekamp och Nannenga-bremek.. Eranthemum sumatranum ingår i släktet Eranthemum och familjen akantusväxter. Inga underarter finns listade i Catalogue of Life.